# Білорусь на зимових Олімпійських іграх 2002
Білорусь брала участь в зимових Олімпійських іграх 2002 року в Солт-Лейк-Сіті (США) втретє за свою історію. Бронзовим призером Ігор став фрістайліст Олексій Гришин.

## Бронза
- фрістайл, чоловіки — Гришин Олексій Геннадійович.